# 内隐记忆
内隐记忆（implicit memory），例如程序記憶（procedural memory），是一种长期记忆的形式。它是指關於技術、過程、或「如何做」的記憶。記憶有時候會被貯存在程序記憶（procedural memory）中，當一個人做了某一特定身體動作時，便觸發了這個記憶。
例如：当人学习过某些知识，却无法回忆或再认时，这些知识的记忆依旧存在，只是以一种无意识的方式表现出来。心理学家用词干补笔任务和补笔任务（一个单词缺几个字母，让被试填补成最先想到的单词）发现了这种记忆。

## 證據
心理學家對遺忘症患者進行記憶測驗時，發現失憶症患者在自由回憶和再認任務的成績明顯要差於正常人。但在補筆任務 和詞干補筆任務的成績與正常人沒有差別。於是，心理學家推測有一種新概念的記憶形式——內隱記憶，遺忘症患者只是在通常的外顯記憶上有缺陷，而他們的內隱記憶並沒有損傷。
同時心理學家在普通人的記憶測驗中也發現，自由回憶和再認任務的成績在幾天後的重測是下降很大，而補筆任務和詞干補筆任務的成績變化不大。心理學家推測，這是因為這一種新概念的記憶形式對於時間的影響並不敏感。
关于脑部特殊区域受损（如海马回损伤）案例之研究指出，程序记忆和情节记忆是使用脑部的不同地方，且可以各自独立运作的。对一个陈述性记忆正常、程序记忆受损的病患而言，他可能被反复训练一个任务或动作、并且记得先前的训练的经历，但在任务完成的速度或是程度上却不会有改善的现象；若是程序记忆正常、陳述性记忆受损的人，情况刚好相反，他没办法想起之前做过的实验内容，但实际表现上却会一次比一次好。
小腦和基底核受損可能會影響程序記憶的學習。
以上的研究都證明了內隱記憶的存在。

## 特徵
內隱記憶和陳述性記憶是以不同的機制和不同的大腦迴路來處理的。內隱記憶通常較不容易改變，但可以在不自覺的情況下自動行使，其可以只是單純的反射動作，或是更複雜的一連串行為之組合（相較之下，陳述性記憶一般較容易以言語表達出來）。內隱記憶的例子包括學習騎腳踏車、打字、使用樂器或是游泳等。一旦內化，內隱記憶是可以非常持久的。
内隐记忆的特徵是在与外显记忆的比较中表现出来的。内隐记忆在以下几个方面与外显记忆有明显的差别。
1. 保持时间：在保持的时间上，内隐记忆要明显的长于外显记忆。
2. 干扰形式：内隐记忆不容易受外在刺激的干扰，而外显记忆容易在干扰后遗忘。
3. 记忆负荷：外显记忆在记忆的项目增多的时候会导致记忆数量和准确性的下降，而内隐记忆不受这种影响。
4. 加工深度：加工深度越深，外显记忆越好。内隐记忆不存在这种情况。
5. 呈现形式：如果一个项目用听觉的形式呈现，再用视觉的形式施测，被试的内隐记忆成绩会下降。但外显记忆不会出现这种情况。

## 种类
过去的理论认为内隐记忆只是一种单一的记忆。现在的脑科学发现，内隐记忆可能有不同的种类，在基底神经节、小脑、右侧顶叶等脑结构中可能涉及了不同的内隐记忆任务。
一些认为存在知觉性内隐记忆和概念性内隐记忆。

## 争议
关于内隐记忆是否存在，心理学界还有不同的意见，像Roediger提出了传输适当控制程序的观点，认为并没有内隐记忆这种不同的记忆形式存在。两类记忆任务中出现的差异是由于加工方式和提取方式不匹配造成的。内隐记忆的任务要求由材料驱动的加工，而外显记忆的任务要求的是意义驱动的加工。

## 相关连接
- 记忆
- 长期记忆